# Radio 101.2
Radio 101.2 fu una stazione radio nella capitale bielorussa Minsk. Nel 1995 e 1996 la stazione, la quale aveva la frequenza 101.2, trasmetteva notizie e non era affiliata con il governo nazionale.
La stazione fu chiusa a causa di formali ragioni tecniche e fu trasferita a Belarusian Republican Youth Union, la quale tuttora utilizza la radio. Il governo ha sostenuto che la stazione radiofonica, e la sua frequenza, interferiva con le comunicazioni radio delle forze di polizia di Minsk. Gruppi indipendenti sostennero che quello era un altro metodo del governo di Aljaksandr Lukašėnka per sopprimere la libertà di stampa in Bielorussia.